# Хомяков, Дмитрий Алексеевич
Дми́трий Алексе́евич Хомяко́в (27 сентября (9 октября) 1841 года — 5 (18) марта 1919 года, Москва) — русский педагог, православный мыслитель и общественный деятель, действительный статский советник, один из основателей Союза русских людей. Старший сын русского мыслителя А. С. Хомякова, брат депутата Государственной Думы Николая Хомякова.

## Биография
Дмитрий Алексеевич Хомяков родился 27 сентября (9 октября) 1841 года в семье философа Алексея Степановича Хомякова и Екатерины Михайловны Языковой. После смерти родителей (матери в 1852 году и отца в 1860 году) воспитывался вместе с братом Николаем и пятью сёстрами. Окончил историко-филологический факультет Московского университета. Состоял на государственной службе в чине действительного статского советника.
На протяжении жизни активно занимался сохранением и популяризацией наследия своего отца: участвовал в издании его полного собрания сочинений, уточнял биографические детали, полемизировал с критиками, включая В. С. Соловьёва, выступая против искажённых интерпретаций славянофильских идей. Сотрудничал с журналами «Русский архив», «Православное обозрение» и харьковским «Мирный труд», где публиковал статьи, часто подписываясь инициалами «Д. Х.».
Занимал должность почётного попечителя Тульской мужской гимназии и Тульской Палаты Древностей. В своих работах развивал славянофильскую доктрину, переосмысливая триаду «Православие, Самодержавие, Народность». Подчёркивал, что Православие как вселенская религия не зависит от государственного устройства, а подлинное самодержавие, в отличие от абсолютизма, предполагает нравственную ответственность власти. Разделял концепцию соборности, выступал за церковное обновление через развитие приходской жизни.
В 1905 году стал одним из основателей Союза русских людей в Москве, участвовал в деятельности православных кружков, включая «Кружок ищущих христианского просвещения». В 1906—1908 годах в «Мирном труде» опубликовал триптих, анализирующий основы славянофильства: «Самодержавие, Православие, Народность». Критиковал петровские реформы за подмену самодержавия бюрократическим абсолютизмом.
В 1917—1918 годах участвовал в работе Поместного собора русской Православной церкви, поддерживал контакты с архиереями, включая Антония (Храповицкого) и Анастасия (Грибановского).
Скончался 5 (18) марта 1919 года в Москве; похоронен в Даниловом монастыре рядом с родителями и сестрой.